# Дженовичи
Дженовичи (на сръбски: Ђеновићи) е село в Черна гора, разположено в община Херцег Нови. Населението му според преброяването през 2011 г. е 1 161 души, от тях: 496 (42,72 %) черногорци, 472 (40,65 %) сърби, 18 (1,55 %) цигани, 16 (1,37 %) хървати, 7 (0,60 %) македонци, 7 (0,60 %) руснаци, 24 (2,06 %) не са определени, 89 (7,66 %) неизвестни.

## Население
Численост на населението според преброяванията през годините:
- 1948 – 488 души
- 1953 – 689 души
- 1961 – 649 души
- 1971 – 553 души
- 1981 – 774 души
- 1991 – 887 души
- 2003 – 1 272 души
- 2011 – 1 161 души